# Йени, Рудольф
Ру́дольф Йе́ни (венг. Jeny Rudolf; 2 марта 1901, Будапешт — май 1975, Будапешт) — венгерский футболист, нападающий, тренер, участник Олимпиады 1924

## Биография
Рудольф начинал играть в команде «Кишпешт». Обладающего хорошим дриблингом и хорошей скоростью Рудольфа пригласили в МТК. В 1924 году провёл 2 матча за сборную Венгрии на Олимпийских играх 1924.
В конце 20-х годов Рудольф Йени перебрался в Испанию, где в 1930 году возглавил «Атлетико Мадрид». Затем Йени работал играющим тренером в «Спортинге» (Лиссабон), а после тренировал «Академику» (Коимбра). Вернувшись на родину, Рудольф Йени работал с командами «Вашаш» (Будапешт), «Дорог», «Сегед», «Дьёр», «Залаэгерсег», «Диошдьёр». Умер Рудольф Йени в мае 1975 года в возрасте 74 лет.

## Достижения
- Чемпион Венгрии: 1923/24, 1924/25
- Обладатель Кубка Венгрии: 1925